# Рамбује
Рамбује (фр. Rambouillet) град је у Француској који се налази 44 km југозападно од Париза, у департману Ивлин. У њему живи 26.816 становника. Град је познат по истоименом дворцу у коме су се одржавале бројне међународне конференције, а у више случајева је коришћен и као средиште француске владе. Дворац је изграђену време Луја XVI 1783, као његова резиденција. Данас је дворац летња резиденција француског председника.
Дана 6. фебруара 1999. председник Жак Ширак је у Рамбујеу отворио преговоре између представника Савезне Републике Југославије и Албанаца са Косова и Метохије, али 19. марта 1999. преговори су звршени без споразума, а уследилио је НАТО бомбардовање Југославије.

## Демографија
| 1962.  | 1968.  | 1975.  | 1982.  | 1990.  | 2006.  | 2011.  |
| ------ | ------ | ------ | ------ | ------ | ------ | ------ |
| 11.387 | 14.505 | 18.941 | 21.438 | 24.343 | 26.454 | 25.860 |

## Градови побратими
- Лавенем, Уједињено Краљевство
- Кирхајм под Теком, Немачка
- Ватерло, Белгија
- Зафра, Шпанија
- Грејт Јармут, Уједињено Краљевство